# Edvin Kallstenius
Edvin Kallstenius (ur. 29 sierpnia 1881 w Filipstad, zm. 22 listopada 1967 w Danderyd) – szwedzki kompozytor.

## Życiorys
W latach 1898–1903 studiował nauki przyrodnicze na uniwersytecie w Lund. W czasie studiów podejmował już pierwsze próby kompozytorskie. Od 1903 do 1907 roku był uczniem konserwatorium w Lipsku. Po powrocie do Szwecji współpracował z prasą jako krytyk muzyczny. W latach 1928–1946 pracował jako bibliotekarz w szwedzkim radio. Od 1933 do 1957 roku był działaczem Międzynarodowego Biura Muzycznego przy Związku Kompozytorów Szwedzkich (Svenska Tonsättares Internationella Musikbyrå).
W swojej twórczości nawiązywał do wzorców romantycznych. Jego utwory rozwijają harmonikę tonalną, element melodyczny staje się w nich w ogólności wypadkową przebiegu harmonicznego, reguły homofonii regulowanej przeważają nad kontrapunktem. W swoich późnych dziełach zwrócił się ku bardziej nowoczesnemu językowi dźwiękowemu, wykorzystując elementy dodekafonii.

## Wybrane kompozycje
(na podstawie materiałów źródłowych)

### Utwory orkiestrowe
- Scherzo fugato na małą orkiestrę (1907, zrewid. 1923)
- uwertura dramatyczna Sista Striden (1908)
- En serenad i sommarnatten (1918)
- Sinfonia concertata na fortepian i orkiestrę (1922)
- 4 sinfonietty (1923, 1946, 1956, 1958)
- 5 symfonii (I 1926 zrewid. 1941, II 1935, III 1948, IV 1954, V 1960)
- Dalarapsodi (1931)
- Dalslandsrapsodi (1936)
- uwertura Romantico (1938)
- Högtid och fest (1940)
- Musica gioconda na smyczki (1942)
- Cavatina na altówkę i orkiestrę (1943)
- Passacaglia enarmonica (1943)
- Kraus-variationer (1947)
- Sonata concertate na wiolonczelę i orkiestrę (1951)
- Musica sinfonica na smyczki (1953)
- Nytt vin i gamla läglar na małą orkiestrę (1954)
- Suita choreograficzna (1957)
- Prologo seriale (1966)

### Utwory kameralne
- 8 kwartetów smyczkowych (I 1904, II 1905, III 1913, IV 1925, V 1945, VI 1953, VII 1957, VIII 1961)
- Sonata wiolonczelowa (1908)
- Sonata skrzypcowa (1909)
- Kwintet klarnetowy (1930)
- Suita na instrumenty dęte i perkusję (1938)
- Kwintet dęty (1943)
- Trio divertente na flet, skrzypce i altówkę (1950)
- Piccolo trio seriale na flet, rożek angielski i klarnet (1956)
- Trio svagante na klarnet, róg i wiolonczelę (1959)
- Sonata na wiolonczelę solo (1961)
- Sonata na flet solo (1962)
- Suita liryczna na flet, saksofon i wiolonczelę (1962)
- Sonata na skrzypce solo (1965)
- Trio smyczkowe (1965)

### Utwory wokalno-instrumentalne
- När vi do na chór i orkiestrę (1919)
- Sångoffer na baryton i orkiestrę (1944)
- Stjärntändningen na chór i orkiestrę (1949)
- Hymen, o, Hymenaios na solistów, chór i orkiestrę (1955)